# Mille Petrozza
Miland „Mille“ Petrozza (* 18. prosince 1967) je německý kytarista a zpěvák italského původu, který se nejvíce proslavil jako frontman skupiny Kreator (původně Tyrant a Tormentor). V roce 1994 hrál na kytaru v metalové superskupině Voodoocult vedle dalších jako Dave Lombardo ze Slayer a Chuck Schuldiner ze skupiny Death.

## Život
Miland Petrozza se narodil 18. prosince 1967 v Essenu italskému otci z obce Cutro a německé matce, která emigrovala z NDR.
Petrozzův otec rád sledoval německý televizní pořad populární hudby Disco. Jeho otec byl také velkým fanouškem italské hudby Domenica Modugna a Adriana Celentana. Již v dětství Petrozza přišel do styku s hudbou glamrockových kapel jako Slade a T. Rex. Jako dítě Petrozza poslouchal umělce produkované producentem Frankem Farianem jako Boney M., Baccara a Village People. Petrozzův zájem o disco hudbu podnítily filmy jako The Rocky Horror Picture Show, Vlasy a Horečka sobotní noci. 
Píseň ''I Was Made for Lovin' You'' od KISS z něj udělala hard 'n' heavy fanouška, a proto si koupil desky Peter Criss a Dynasty. Alba kapel jako Saxon, Judas Priest a Iron Maiden mu umožnila ponořit se hlouběji do žánru NWOBM. Petrozza také oceňuje punkrockové kapely na labelu Epitaph Records jako Bad Religion, jejichž hluboké texty ho inspirují a Kate Bush.
Prostřednictvím textů písní a anglicky psaných komiksů jako je Spider-Man, si Petrozza rozšířil školní slovní zásobu a posílil své jazykové dovednosti, aby na tomto základě mohl psát své vlastní texty písní v angličtině.
První kapelou v roce 1982 Petrozzy byla studentská kapela s názvem Tyrant, která se později nejprve přejmenovala na Tormentor a poté na Kreator. Spolu se Sodom, Tankard a Destruction patří k nejznámějším zástupcům thrash metalu v Německu.
Jeho oblíbení zpěváci jsou Bruce Dickinson, James Hetfield, King Diamond a především Rob Halford.
V mládí byl jeho kytarový vzor Adrian Smith.

## Osobní život
Petrozza má bydliště v rodném Essenu a Berlíně.
Petrozza je od roku 2009 vegan, ale věří, že jeho životní styl je osobní volbou.

## Vybavení
Petrozza dříve dlouho používal kytary Jackson, poté přešel ke kytarám značky ESP. Má obrovskou sbírku kytar např.: Ibanez Destroyer, Gibson Les Paul a BC Rich Beast, kterou použil při nahrávání alba Enemy of God. Používal aparaturu značek Marshall, Mesa/Boogie a Peavey, nyní používá Engl.

## Diskografie
Kreator
- Endless Pain (1985)
- Pleasure to Kill (1986)
- Terrible Certainty (1987)
- Extreme Aggression (1989)
- Coma of Souls (1990)
- Renewal (1992)
- Cause for Conflict (1995)
- Outcast (1997)
- Endorama (1999)
- Violent Revolution (2001)
- Enemy of God (2005)
- Hordes of Chaos (2009)
- Phantom Antichrist (2012)
- Gods of Violence (2017)
- Hate Über Alles (2022)

Voodoocult
- Jesus Killing Machine (1994)

Lacrimosa
- Revolution (2012)